# 加斯安塔足球會
加斯安塔足球會（Gaziantep Futbol Kulübü）是一支位於土耳其加濟安泰普的職業足球會，目前於土耳其足球超级联赛角逐。受土耳其大地震影響，球隊最終豁免降級。

## 外部連結
- Profile at TFF（页面存档备份，存于）